# جون دوبسون (مهندس معماري)
جون دوبسون (9 نوفمبر 1787 – 8 يناير 1865) مهندس معماري إنجليزي من تيار العمارة الكلاسيكية الجديدة في القرن التاسع عشر. كان دوبسون المهندس المعماري الأكثر شهرة في إنجلترا الشمالية خلال حياته. صمم أكثر من 50 كنيسة و100 منزل خاص، لكنه اشتهر في الأخص بتصميم محطة سكة حديد نيوكاسل، وبعمله مع ريتشارد غرينجر لتطوير المركز الكلاسيكي الجديد في نيوكاسل. من الأبنية البارزة الأخرى التي صممها: نونيكيرك هول وميلدون بارك وميتفورد هول وليلبيرن تاور وكنيسة القديس جون المعمدانية في أوتيربيرن في نورث أمبرلاند وبوفغون كاسل.

## النشأة
ولد دوبسون في 9 ديسمبر في عام 1787 في هاي شيرتون، نورث شيلدز، في مبنى أصبح الآن موقع لنزل باين أبيل. والده جون دوبسون، البستاني الموسر، أما والدته فتدعى مارغريت.
تلقى دوبسون تعليمه في نيوكاسل وامتلك موهبة استثنائية في الرسم عندما كان طفلًا. حصل على مكانة الرسام الفخري في سن الحادية عشرة لدى حائك محلي مشهور للبروكار الدمشقي وأنتج رسومات وتصاميم. وُضع دوبسون في عمر الخامسة عشرة، كتلميذ متدرب لدى المهندس المعماري الرائد في نيوكاسل، ديفيد ستيفنسون، مصمم كنيسة كل القديسين والمسرح الملكي الأصلي في شارع موسلي. أتم دوبسون دراسته في عام 1810 عندما كان في الثالثة والعشرين من عمره.
غادر دوبسون نيوكاسل لدراسة الفن في لندن وأصبح تلميذًا لدى رسام الألوان المائية جون فارلي. في البداية، رفض فارلي أن يدرّس دوبسون تحت إشرافه قائلًا إنه لا يمتلك الوقت. ولكن عندما رأى خيبة أمله، وافق على إعطائه دروسًا وسرعان ما طور الاثنان انسجامًا مشتركًا. أقام دوبسون صداقات راسخة مع أمثال جوزيف مالورد ويليام ترنر وويليام هـنري هانت وويليام مولريدي وروبرت سميرك، خلال الفترة التي قضاها في لندن. شجعه أصدقاؤه بشدة على البقاء والعمل هناك، لكنه عاد إلى نيوكاسل بحلول عام 1811 لمساعدة السير تشارلز مونك في تصميم قاعة بيلساي. يعُتقد أن مونك المحب والشغوف بالفن والعمارة اليونانية قد كان له تأثير قوي على دوبسون، الذي تبنى الأسلوب المعماري هذا في العديد من أعماله المستقبلية. في ذلك الوقت، كان دوبسون وإغناطيوس بونومي في مقاطعة دورهام، المهندسين المعماريين الممارسين الوحيدين بين يورك وإدنبرة. إن المبنى الأول الذي صممه دوبسون غير معروف، لكن ابنته أكدت أن أول مبنى صممه والدها هو قاعة نورث سيتون بالقرب من أشينجتون، وأنه بني في عام 1813 وهدم في عام 1906.

## منازل ريفية
كان دوبسون متنوع القدرات، فكان بإمكانه التصميم بأسلوب العمارة القوطية أو التيودورية وفق رغبة عملائه، لكن أسلوب العمارة الجورجية بقي المفضل لديه. إن المنازل الريفية التي صممها دوبسون غير معروفة جيدًا، لأنها مملوكة عمومًا للقطاع الخاص، وليست ضخمة بما يكفي لتُفتح للعامة، ومصممة في موقع خلف الحدائق والأشجار. تشتمل الميزات المعمارية لمنازل دوبسون الريفية على استخدام الحجر الرملي الذهبي، وأروقة المدخل ذات الأعمدة الكورنثية أو الأيونية الطراز، وسلالم أنيقة مع درابزين جميل من الحديد، تؤدي هذه السلالم إلى معرض علوي مع درابزين حديدي مماثل، ومدخل بسقف مقبب وتحفة زجاجية في المركز. غالبًا ما يتضمن تصميم الطابق الأرضي نهاية منحنية أو متقوسة في جانب واحد من المنزل، مثل نونيكيرك هول ولونغهيرست هول. إن جودة الأعمال الحجرية في جميع منازل دوبسون فاخرة، ويعتقد أنه استخدم بانتظام نفس الفريق من الحجّارين كما فعل مع الحرفيين الآخرين الذين وظفهم.

## مخططات لنيوكاسل
قدّم دوبسون خططًا إلى مجلس مدينة نيوكاسل، من أجل شراء وتطوير مجمع أندرسون بليس وسط نيوكاسل، وذلك في عام 1824 وقبل عدة سنوات من قيام ريتشارد غرينجر بالأمر ذاته. اقترح دوبسون منزلًا ريفيًا بوصفه «قصرًا مدنيًا» مع ساحات كبيرة مرتبطة ببعضها عبر شوارع واسعة تصطف على جانبيها الأشجار. دعا المخطط الذي وضعه دوبسون إلى تصميم وسط مدينة أنيق، لكنه كان مكلفًا للغاية، وافتقر دوبسون إلى الدعم المادي. لم يكن المخطط الذي قدمه غرينجر لاحقًا في نيوكاسل بتلك الضخامة لكنه أظهر رؤية تجارية أعمق، الأمر الذي أدى إلى قبول المخطط.

## كنيسة القديس توماس الشهيد
في عام 1820، أذن مجلس مدينة نيوكاسل بهدم كنيسة القديس توماس الشهيد في الطرف الشمالي من جسر تاين حتى يصبح بالإمكان توسيع الطريق. واعتمد المجلس جسر باراس الواقع على مرج المجدلية التابع لمستشفى القديسة مريم المجدلية، كموقع جديد للكنيسة. صمم دوبسون الكنيسة على الطراز القوطي المعدل في عام 1827، ويحتوي التصميم على برج مُفرغ مبتكر. اكتمل البناء بحلول عام 1830 بتكلفة 6000 جنيه إسترليني. صمم دوبسون أيضًا مبنى ووترغيت في ساندهيل، الذي حل محل كنيسة القديس توماس الشهيد التي هُدمت.

## المحطة المركزية
بني جسر هاي ليفيل بريدج فوق نهر تاين في عام 1849، الأمر الذي جلب السكك الحديدية إلى نيوكاسل ونحو الشمال إلى اسكتلندا. احتاجت مدينة مزدهرة مثل مدينة نيوكاسل، إلى محطة رائعة ومناسبة، فقدم دوبسون ذلك في مخططاته. أظهرت خطته الأصلية لعام 1848، واجهة مزخرفة مع رواق واسع بصفين من الأعمدة وبرج إيطالي في الطرف الشرقي. خلف هذه الواجهة، كان هناك جراج قطارات ضخم، مكون من ثلاثة أسقف زجاجية مقوسة، مبنية بشكل منحنى على محيط دائرة نصف قطرها 800 قدم (240 م). حصل هذا التصميم على جائزة في معرض باريس عام 1858. لكن لسوء الحظ، اضطر دوبسون إلى تغيير مخططاته لإنتاج رواق أقل ضخامة وإزالة البرج الإيطالي. اكتمل بناء المحطة في عام 1850 دون الرواق المخطط له، ولم يضاف ذلك الرواق حتى عام 1863.
دعم جون دوبسون دور المهندس المعماري في بناء محطات السكك الحديدية، ويعتبر الكثيرون أن نيوكاسل المركزية التي صممها دوبسون هي الأفضل في إنجلترا. وفقًا لجوردون بيدل وأوزوالد نوك في ذا ريل واي هيرتج في بريطانيا: «مما لا شك فيه أن هذا المبنى كان ليُعد من أفضل المباني الكلاسيكية في القرن التاسع عشر في أوروبا لو أنهي بناؤه... ومع ذلك، فإن نيوكاسل سنترال اليوم رائعة من الداخل بسبب المزيج المذهل من المنحنيات، ومن الخارج لحجمها وطولها الكامل». يقول الكتّاب إن جراج القطارات في نيوكاسل «كان الأول من نوعه بأسطح مقوسة كبيرة، ومثّل ذلك خطوة جريئة قُدمًا، قام الكثيرون بتقليدها لاحقًا». كان هذا أول استخدام لأضلاع الحديد المفتولة المرنة – في الواقع كان ذلك أول قنطرة زجاجية كبيرة وحديدية في إنجلترا، تقدّمت على كريستال بالاس. كان جيبسون كايل، وهو ابن شقيق دوبسون، القائم بالأعمال في هذا المشروع.